# Friedrich Gustav Piffl

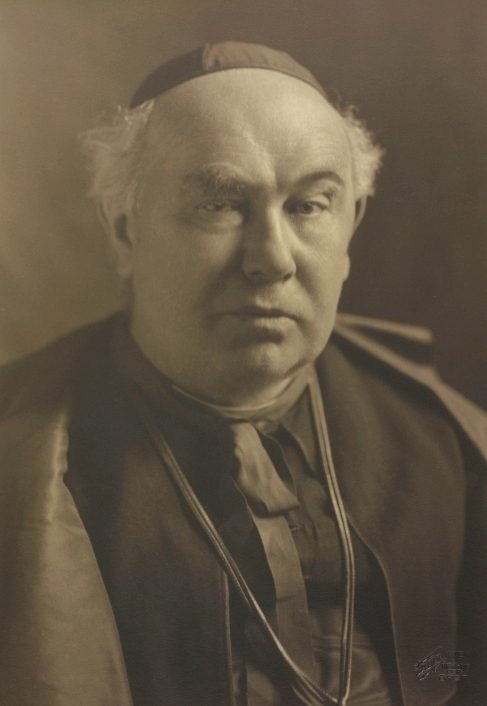
Aufnahme von Georg Fayer (1927)

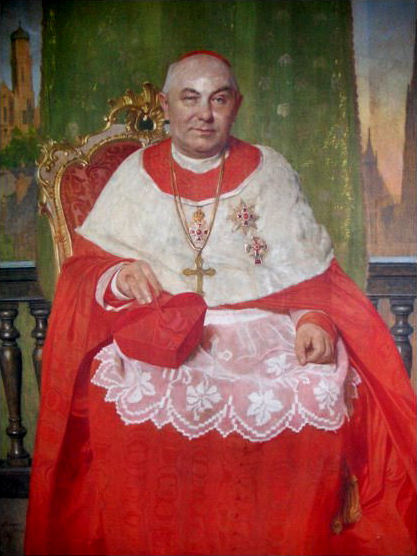
Gemälde von Tom von Dreger

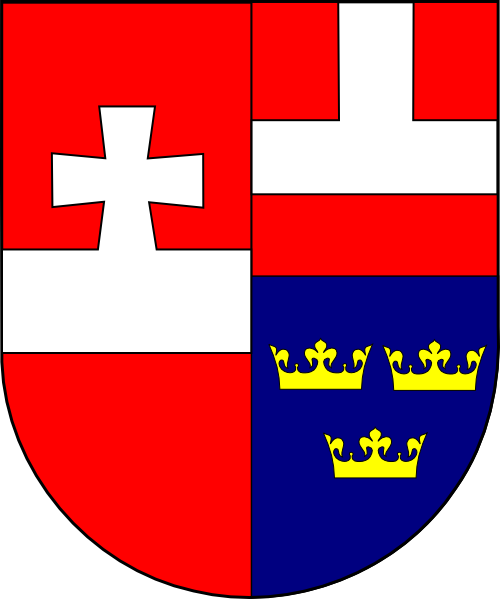
Wappen von Kardinal Piffl

Friedrich Gustav Kardinal Piffl CanReg (* 15. Oktober 1864 in Landskron, Kronland Böhmen, Österreich-Ungarn; † 21. April 1932 in Wien) war Erzbischof der Erzdiözese Wien.

## Leben
Friedrich Gustav Piffl war das jüngste von sieben Kindern des Buchhändlers Rudolf Piffl und dessen Ehefrau Maria Magdalena geb. Piro. Er begann 1874 mit dem Studium am Gymnasium in Landskron, unterbrach es für eine Buchbinderlehre und schloss das Gymnasialstudium in Wien ab. Er diente als Einjährig-Freiwilliger beim Militär und trat 1883 in das Stift Klosterneuburg ein, wo er den Ordensnamen Friedrich erhielt. Er empfing die Priesterweihe am 8. Januar 1888 im Stephansdom in Wien und war danach Kooperator in Floridsdorf und Heiligenstadt.
1892 wurde er Professor für Moraltheologie und Soziologie, 1906 Kanzleidirektor des Stiftes Klosterneuburg, 1907 einstimmig zum Propst gewählt.
Am 1. April 1913 wurde er von Kaiser Franz Josef zum Fürstbischof der Erzdiözese Wien ernannt und empfing am 1. Juni in der Stiftskirche Klosterneuburg durch Raffaele Kardinal Scapinelli Di Leguigno, den Nuntius in Österreich-Ungarn, die Bischofsweihe; Mitkonsekratoren waren die Weihbischöfe der Diözese Wien Hermann Zschokke und Josef Pfluger. Am 25. Mai 1914 nahm ihn Papst Pius X. als Kardinalpriester mit der Titelkirche San Marco in das Kardinalskollegium auf.
Nach dem Zusammenbruch der Habsburgermonarchie Österreich-Ungarn und der Ausrufung der Republik Deutschösterreich legte er 1918 den Titel Fürsterzbischof ab. Ab 18. Mai 1922 war er auch Apostolischer Administrator des Burgenlandes.
Er bemühte sich nach dem Ersten Weltkrieg um eine Neuordnung der Seelsorge, förderte das Kolpingwerk und die Caritas:
- 1918 Gründung der Caritas Socialis durch Prälat Ignaz Seipel und Hildegard Burjan
- 1918 Gründung des Canisiuswerkes durch Schuldirektor Josef Moser
- 1922 Genehmigung zur Gründung der Kongregation Tröster von Gethsemani
- 1927 Einführung der Katholischen Aktion in Österreich
- 1931 Gründung des Wiener Seelsorgeinstitut (heute Österreichisches Pastoralinstitut)

Als Piffl starb, wurde er auf eigenen Wunsch am Ortsfriedhof von Kranichberg in der Buckligen Welt, wo sich der Sommersitz der Wiener Erzbischöfe befand, bestattet. Erst im Jahr 1954 wurde er in die  Bischofsgruft des Wiener Stephansdoms überführt.
Er war Mitglied der katholischen Studentenverbindungen K.a.V. Norica Wien, K.Ö.H.V. Nordgau Wien, KÖStV Rudolfina Wien, KÖStV Austria Wien, KÖHV Amelungia Wien, KÖHV Sängerschaft Waltharia Wien, KÖStV Babenberg Graz und KHV Babenberg Wien im ÖCV.
Ausgezeichnet wurde er mit dem Großkreuz des Leopold-Ordens.
1946 wurde die Kardinal-Piffl-Gasse in Wien-Hietzing nach ihm benannt.
In Klosterneuburg wurde der Kardinal Piffl-Platz in der Oberen Stadt nach ihm benannt.